# Flaming Youth
Flaming Youth – grupa muzyczna wykonująca rock i pop. Jest to pierwszy zespół, w którym występował osiemnastoletni wtedy Phil Collins.
W 1969 zespół nagrał Jedyną płytę, był to album Ark 2, który został dobrze przyjęty przez krytyków, ale nie odniósł komercyjnego sukcesu. Prócz tego grupa nagrała jeden singel Man, Woman, and Child. Po krótkiej trasie koncertowej zespół rozpadł się.

## Skład
- Brian Chatton – keyboardzista
- Ronnie Caryl – gitarzysta basowy
- Gordon Smith – gitarzysta i gitarzysta basowy
- Phil Collins – perkusista
- Rod Mayall - organista (który dołączył krótko przed rozpadem do grupy)